# شهرستان پینگنان (گوانگشی)
شهرستان پینگنان (به انگلیسی: Pingnan County) یک شهرستان در چین است که در گویگانگ واقع شده‌است. شهرستان پینگنان ۱٬۵۰۲ کیلومتر مربع مساحت و ۵۲۰٬۰۰۰ نفر جمعیت دارد.